# Snuff (canção)
"Snuff" é uma musica da banda americana Slipknot, lançada como single do seu quarto álbum All Hope Is Gone. No Brasil, foi lançada em 28 de Setembro de 2009.  Uma música extremamente melódica que utiliza, dentre outras técnicas, a qualidade vocal de Corey Taylor e belos solos de guitarra efetuados por Jim Root.